# Odonellia calycina
Odonellia calycina är en vindeväxtart som först beskrevs av Carl Daniel Friedrich Meisner, och fick sitt nu gällande namn av Staples. Odonellia calycina ingår i släktet Odonellia och familjen vindeväxter. Inga underarter finns listade i Catalogue of Life.